# Julio Munguía
Julio Munguía (nascido em 25 de abril de 1942) é um ex-ciclista olímpico mexicano. Representou sua nação nos Jogos Olímpicos de Verão de 1968, em Cidade do México.